# Niccolò Tron

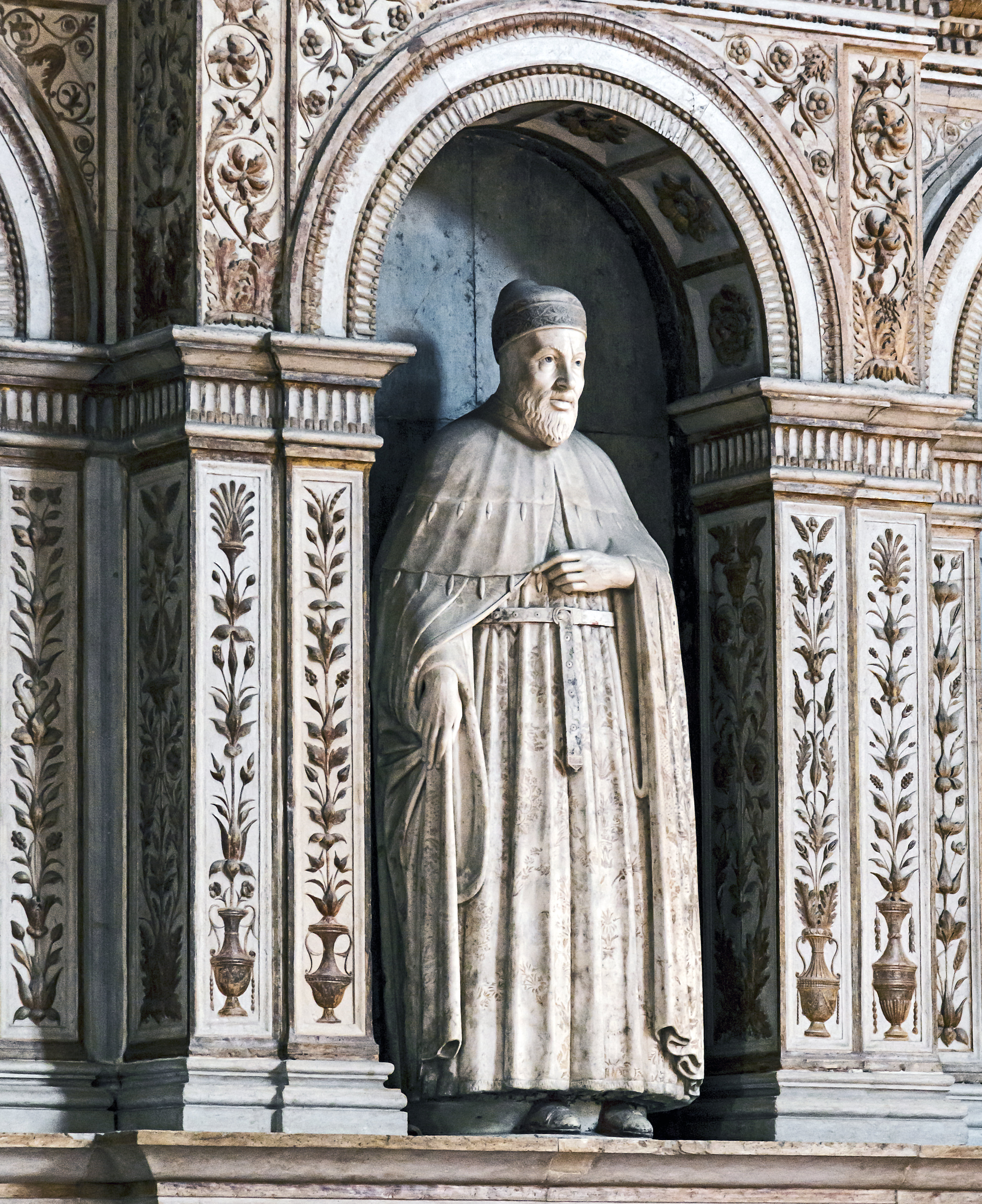
Escultura de Niccolò Tron en su tumba en la Iglesia Frari

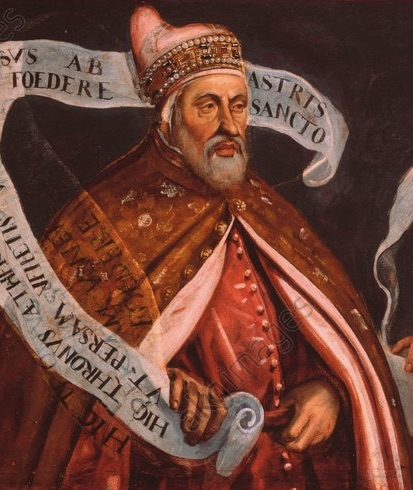
Domenico Tintoretto (1560-1635): Retrato del Dogo dentro de la serie de retratos de dogos en la Sala del Gran Consejo en el Palacio Ducal de 1590, óleo sobre madera

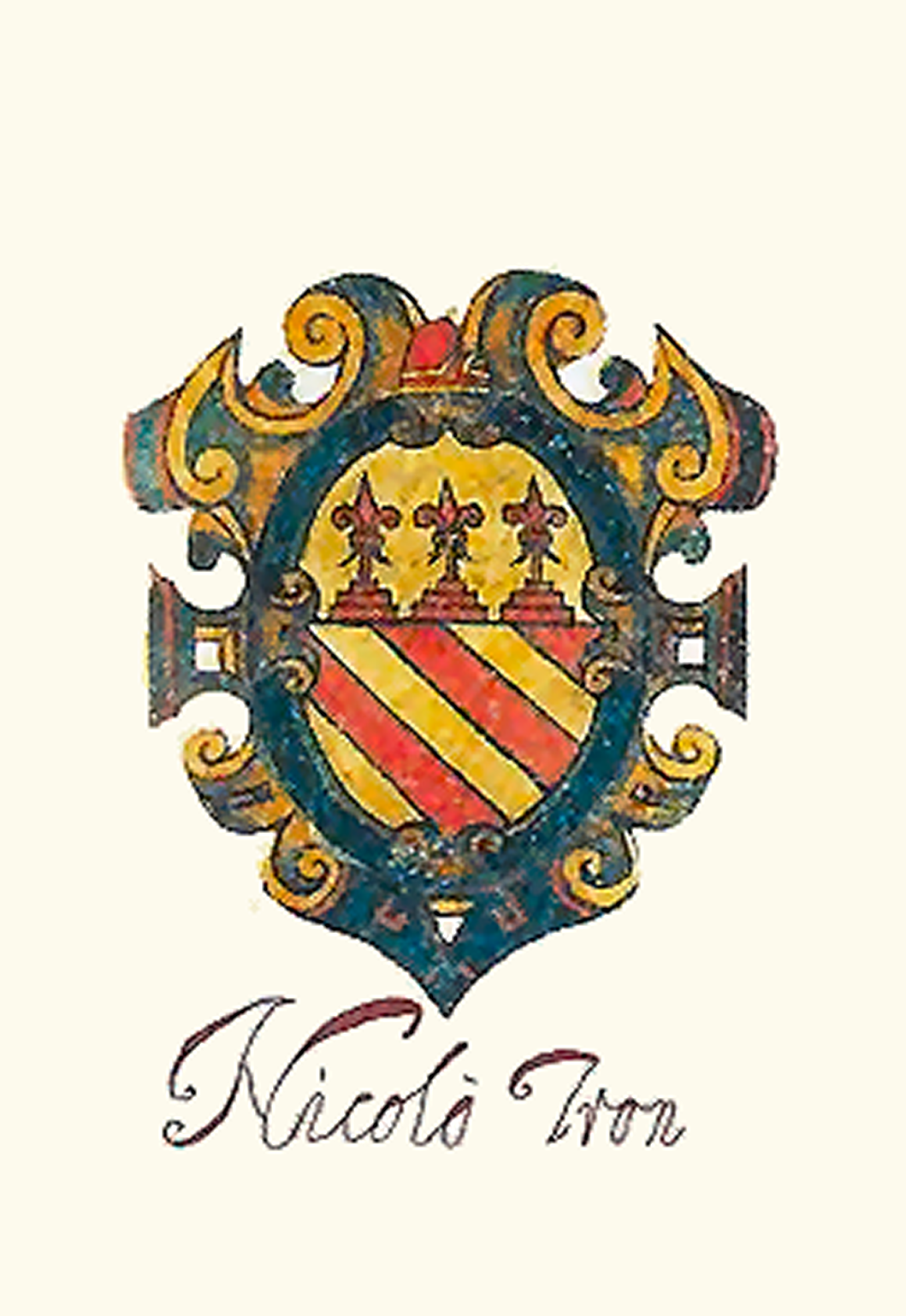
Escudo de “Nicolò Tron”,

Niccolò Tron, también conocido como Niccolò Troncone o Niccolò Trono (Venecia; entre 1396 y 1399 - Venecia; 28 de julio de 1473), fue de 1471 a 1473, si se sigue la historiografía estatal de la República de Venecia, su 68.º dogo. No completó la carrera oficial habitual. En vez de ello fue a Rodas, donde vivió durante 15 años y donde adquirió una riqueza considerable y que luego continuó adquiriendo en viajes comerciales de larga distancia entre el Magreb y Crimea. No fue hasta los 50 años, cuando comenzó con su ascenso en la jerarquía oficial, especialmente en los máximos órganos concejales. Alcanzó de esa manera un gran prestigio a través de las victorias de las flotas que dirigió contra los otomanos, más aún cuando su hijo murió en lucha por Negroponte.
Su elección como dogo se produjo a pesar de las acusaciones de haber practicado usura en Rodas. Durante su corto mandato se preparó la adquisición de Chipre y se inició la ampliación del arsenal, pero su política de alianzas contra los otomanos no tuvo efecto. Hubo confrontaciones con el Papa y también reformó el sistema monetario. Después de un intento de acumular cargos en manos de la familia, se prohibió estrictamente la concesión de tales puestos de poder a los hijos del dogo respectivo.

## Familia
La familia Tron está documentada desde 1158 y fue una de las case nuove. Nicolò Tron nació entre 1396 y 1399 como uno de cuatro hijos de un Luca Tron, quien adquirió fama como Avogador di Comun y Consejero Ducal. Este a su vez era hijo de Donato de la rama familiar de San Paternian, y de Lucía, llamada Bianca, hija de Antonio di Nicolò Trevisan (del municipio de Sant'Angelo).
Niccolò Tron estaba casado con Dea Morosini, quien era elogiada por su belleza, y con quien tuvo al menos dos hijos, Filippo y Giovanni. Sin embargo, Giovanni fue desmembrado en cautiverio turco en 1471,mientras que Filippo vivió hasta 1501. Además, la pareja tuvo cinco hijas. Se llamaban Franceschina, Cassandra, Cecilia, Lucía y Orsa. Se casaron con miembros de las nobles familias Dolfin, Duodo, Michiel, Querini y Contarini, grandes e influyentes familias, con las que los padres mantuvieron estrechos contactos. La línea masculina se extinguió con la muerte del hijo Filippo. La herencia fue administrada provisionalmente por el Procuratori de supra. En 1514 todavía producía un rendimiento anual de 500 ducados.

## Vida

### Política matrimonial, actividad comercial y vida en Rodas, inversiones enmude
Aunque en 1421 tenía claramente más de 20 años, Tron no aparece en los registros de los jóvenes que intentaron entrar en el Gran Consejo mediante una especie de sistema de lotería. Este procedimiento, llamado Barbarella, y también conocido como Balla d'oro, permitía a los candidatos entrar anticipadamente, es decir antes de cumplir 25 años, obtener un escaño en el organismo electoral más grande de la república.
Al parecer, Tron estuvo casado cuando era joven con la noble veronesa Laura Nogarola. Esto se ha afirmado una y otra vez, al menos desde finales del siglo XVI. Sin embargo no hay evidencias al respecto. En cualquier caso, en 1424, Tron se casó con Dea (Alidea), hija de Silvestro Morosini dalla Sbarra, embajador en Francia y Provveditore dell'Armata. Al mismo tiempo se casó el suegro de Tron, Silvestro, que enviudó por segunda vez, con Agnese Tron, prima de Niccolò Tron. Esta estrecha conexión entre las dos familias aumentó correspondientemente la cooperación financiera y comercial. Filippo y Giovanni, los dos hijos de Niccolò y Dea, iban a desempeñar un papel esencial en el gobierno del dogo.
Debido a la exclusión de muchos cargos por la limitación del número de miembros de una misma familia, Niccolò Tron se concentró en el comercio y en las finanzas, sobre todo en el Mediterráneo oriental. Vivió durante 15 años en Rodas y adquirió durante este tiempo una considerable fortuna. Al final tuvo a su disposición alrededor de 60.000 ducados, en parte en efectivo y en parte en forma de inversión. Además tenía bienes inmuebles por valor de otros 20.000 ducados.
Al principio Tron no buscó ningún cargo, pero en 1432 sí se sentó en la Quarantia, que era un tribunal de justicia en ese momento. Tras su regreso a Venecia, participó económicamente en varios viajes comerciales de larga distancia entre 1444 y 1452. De esa manera participó, junto con los familiares de su esposa, en los convoyes marítimos anuales del Mude, especialmente aquellos que se dirigían a La Tana en Crimea, a Aigues-Mortes en el sur de Francia y a Berberia, es decir, al noroeste de África.

### Carrera oficial
Quizás a causa de la muerte de su hermano mayor Donato, Tron giró hacia una carrera oficial. De acuerdo con su trabajo hasta entonces, fue elegido Ufficiale agli Iprestidi en 1446. En este cargo era responsable de la administración de bonos (imprestiti), que eran extremadamente importantes para la financiación estatal, en su mayoría bonos obligatorios.
De 1449 a 1450 ocupó por primera vez un cargo militar, el de Capitán delle galere di Rumania, que a su vez encajaba bien con sus experiencias en esta zona, es decir la antigua zona de poder de los bizantinos, conocida como Rumania, que se habían visto a sí mismos como romanos. Sin embargo él rechazó el cargo de castellano de Modon así como el de Duca di Candia, el de ser gobernador de Creta.
A partir de 1445 Tron formó parte regularmente de los órganos conciliares más importantes. Estos fueron el Senado (ya sea entre los Pregadi o como miembro de un Zonta, un organismo especial), luego en el Collegio como Savio di Terraferma, finalmente a partir de 1454 como Savio del Consiglio, también llamado Savio grande, y en el Consejo de los Diez. Después de que su padre se había retirado de la política, Tron fue elegido repetidamente concejal ducal (Consigliere ducale) para la sexta ciudad de San Polo. Fue elegido para un cargo en el norte de la Italia continental, Terraferma, sólo dos veces, concretamente en 1451 como podestà de Bérgamo (sin embargo, prefirió permanecer en el Consiglio ) y en 1461 como Capitán de Padua (donde su padre había ocupado este puesto en 1444-1445 y 1450-1451). Esto colocó a Tron en el círculo más cercano al poder.
En 1457, después del extremadamente largo gobierno del dogo Francesco Foscari, Tron formó parte de dos comités electorales en el proceso de varias etapas para elegir un nuevo dogo. En 1463, cuando Venecia se alió con el gobernante persa Uzún Hasán contra los otomanos, él fue elegido Capitán General da Mar, lo que le asignó responsabilidades en la guerra naval. En este cargo demostró talento estratégico y pudo decidir a su favor diversas batallas navales. Estas victorias le dieron un prestigio considerable y por ello, en 1464, fue uno de los cuatro consiglieri del dogo Cristoforo Moro. A estos cuatro se les concedió el derecho a tener sus propios estandartes y cornetas, un derecho extremadamente raro en Venecia. Unos meses más tarde viajó con una delegación al nuevo Papa Paulo II (el veneciano Pietro Barbo). Finalmente, el 12 de febrero de 1467, Tron se convirtió en Procuratore di S. Marco de supra, obteniendo así el segundo puesto más alto en términos de reputación después del cargo de dogo, que también era otorgado de forma vitalicia. Desde 1453, los procuradores también tenían un asiento permanente en el Senado. A diferencia de los procuratori de citra, que se encargaban de las tareas caritativas y de la ejecución de fundaciones y testamentos, un procuratore de supra era más responsable de la construcción de iglesias en sí y de todas las tareas relacionadas, entre ellas también la propiedad y la financiación.
Tres años después, sin embargo, le sobrevino una tragedia personal. Su hijo Giovanni fue capturado luchando contra los otomanos por la isla de Negroponte. Fue empalado. Como señal externa de su dolor, Niccolò Tron ya no se afeitó la barba desde entonces.
Al año siguiente murió el dogo Cristoforo Moro, y Tron fue considerado el favorito, simplemente a causa de su hijo, ya que había muerto en la lucha contra los 'infieles', como lo veían sus contemporáneos. Sus rivales eran el humanista Ludovico Foscarini y los posteriores dogos Piero Mocenigo y Andrea Vendramin.
Niccolò Tron fue elegido como uno de los correttori della promissione ducale que tuvo que revisar el juramento del futuro dogo. Participó en cuatro rondas electorales, incluida la última, en la que tuvieron que votar 41 patricios. Sus oponentes intentaron desacreditarlo por supuestamente haber cometido usura en Rodas. Tron lo reconoció, pero citó también su gran utilidad para el estado. Por eso él fue elegido dogo el 23 de noviembre, sobre todo por sus éxitos materiales.

### La oficina del dogo

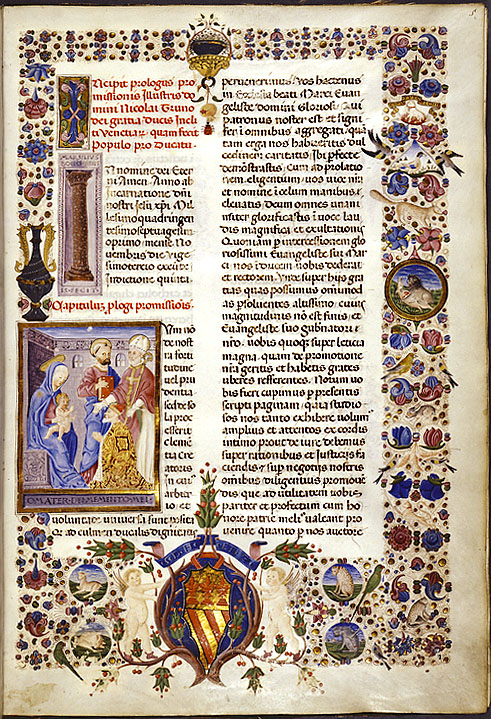
La promissio ducale, el juramento del dogo de 1471

Durante el mandato de Tron ocurrieron acontecimientos importantes a pesar de durar menos de dos años. Así, en febrero, Tron navegó hacia San Nicolò di Lido en el barco estatal Bucintoro con Caterina Corner a bordo. Allí la noble se embarcó para viajar a Chipre, donde se casaría con el rey de la importante isla, Jacobo II. Sin embargo el rey murió el 10 de julio de 1473. Desde el punto de vista de la próxima herencia, se cumplieron así las condiciones con la ayuda de las cuales Venecia se apropiaría más tarde de la isla, aunque eso no era previsible. En cualquier caso, Venecia consiguió reforzar su influencia en la isla.
Esta política de poder de amplio alcance requirió más barcos y más grandes. Por ello, en junio de 1472, se inició la construcción del Arsenale nuovissimo, la parte más joven del Arsenal de Venecia, el astillero estatal.
Se formó una alianza contra los otomanos con el ya dicho Uzún Hasán, con quien Tron ya había establecido contacto como líder de la flota. El dogo encontró otro aliado en Carlos el Temerario de Borgoña. La liga con el duque de Borgoña se concluyó el 15 de junio de 1472 y se hizo pública el 14 de agosto. Sin embargo, esta alianza no tuvo repercusiones, ya que Carlos murió en 1477.
El 15 de febrero de 1472, el Consejo de los Diez y una Zonta ordenaron el arresto de la hermana del Papa Paulo II, que había fallecido en 1471. A esta Isabetta Barbo Zeno se le unieron dos sobrinos, hijos de su hermano, así como algunos patricios que fueron acusados de espionaje. Esta orden, a su vez, fue impulsada por el cardenal Giovanni Battista Zeno, hijo de Isabetta, y por su primo Giovanni Michiel, quienes no sólo buscaron ganarse el favor del nuevo Papa, sino que también fortalecieron su antipatía hacia Venecia, ya que no había sido confirmada su reclamación de las diócesis de Vicenza y Verona. Por sugerencia del dogo, Isabetta fue desterrada a Capodistria en Istria. Según los deseos de Antonio Venier, jefe de los diez, este destierro tenía que ser permanente, no sólo de diez años. Tron exigió cadena perpetua para Pantaleone Barbo, sentencia que fue reducida. Sin embargo aun así ya no se le permitió a Barbo ocupar un cargo de por vida.

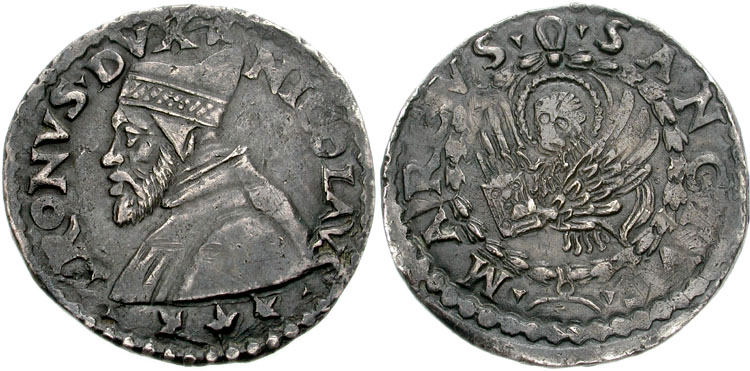
La Lira Tron, anverso y reverso

Tron también reformó el sistema monetario veneciano, aunque su papel en esto es difícil de medir. Sin embargo trajo consigo mucha experiencia. Se creó una nueva moneda, el Tron, que representaba la cabeza del dogo de perfil a la manera de las monedas antiguas, violando así las costumbres venecianas que rechazaban cualquier tipo de culto a la personalidad asociado a la República de Venecia. Sin embargo, la reforma monetaria no sirvió tanto para su vanidad personal, sino más bien para contrarrestar la devaluación de las monedas de plata, que eran importantes para el comercio y la economía nacional. Además, en una moneda ya se había grabado la imagen de un dogo, concretamente la de Cristoforo Moro. Era extremadamente peligroso que el dinero bueno hubiera desaparecido del mercado, lo que, según Marín Sanudo, se consideraba peor que la pérdida de Negroponte. Por lo tanto, se decidió por primera vez acuñar en moneda dura la lira, que hasta entonces sólo se utilizaba como moneda de cálculo y que equivalía a 20 soldi à 12 piccoli y que en realidad circulaba ya desde hacía mucho tiempo como moneda fuerte. Al mismo tiempo, se suspendió la acuñación del grosso de plata. Poco antes de la muerte del dogo, se acuñó una moneda por valor de media lira. El rumbo decidido de los “Diez” aseguró que durante los siguientes 45 años, un ducado de oro sería siempre el equivalente a 124 sueldos de plata. Se acuñó un grossetto para el comercio, así como un grossone más caro, que contenía tanta plata que, como antes, 24 grossoni correspondían nuevamente a un ducado. Sin embargo, el aumento forzado del valor de las monedas aseguró que muchas monedas se acumularan o fundieran durante las siguientes dos décadas, de modo que en la década de 1490 la mayoría de estas monedas desaparecieron del mercado.
Si bien las fiestas y el nuevo papel de la Dogaressa de la casa Morosini, que se presentó en público con espléndidas vestimentas e hizo que el Bucintoro la recogiera frente al palacio de su nacimiento, causaron cierto disgusto, pero esto aumentó considerablemente, cuando Filippo Tron fue elegido capo de los Diez. Tal posición de poder estaba estrictamente prohibida para los hijos de los dogos, porque, según los historiadores estatales, Venecia había tenido muy malas experiencias con ello. Aunque su padre inmediatamente retrocedió al respecto, este intento de ganar más poder para la familia no fue olvidado. La prohibición expresa de colocar a los hijos en tal posición de poder se incorporó más tarde al juramento del dogo.

## Muerte y tumba

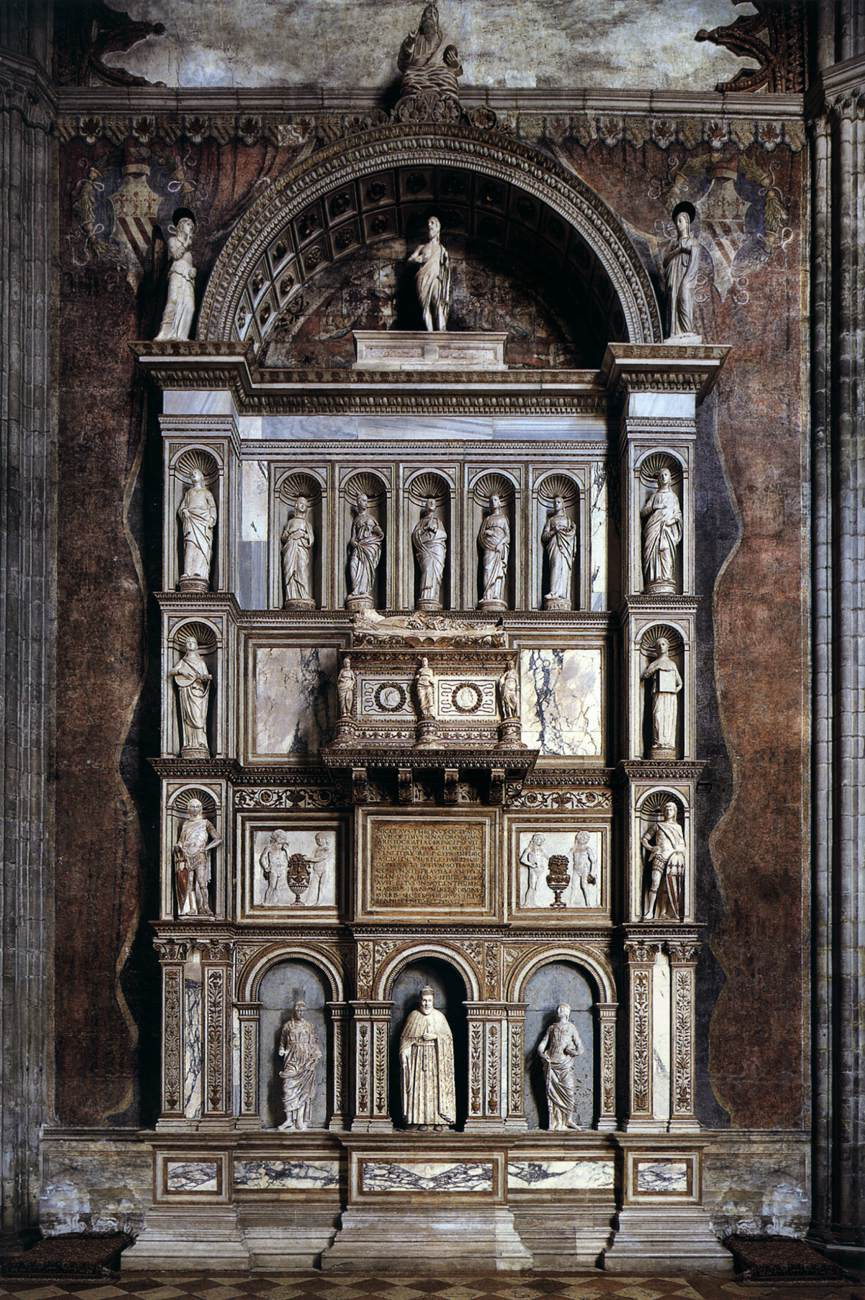
Tumba en Iglesia Frari

Tron murió el 28 de julio de 1473.  Su tumba fue erigida por su hijo Filippo en el coro de la Basílica de Santa María Gloriosa dei Frari. A esta había estado vinculada la familia desde al menos dos generaciones. El diseño y la dirección de construcción se atribuyen al maestro de obras del Palacio Ducal, Antonio Rizzo. Según la inscripción, el monumental sepulcro fue financiado con el botín de Tron de las guerras turcas. Aunque el dogo es glorificado en la tumba, como era habitual desde hacía mucho tiempo, se le representa explícitamente como primus inter pares, como primero e igual, incluso, como dice la inscripción, como “optimus aristocratiæ princeps”. El posicionamiento en comparación con el dogo Francesco Foscari, que gobernó de forma demasiado autocrática, por lo que fue depuesto, lo muestra como un defensor de la república. Este tipo de autoglorificación estaba prohibida por la ley fuera de la iglesia; recibió críticas generalizadas. La viuda de Tron no quería ser enterrada allí. Prefería una tumba modesta (“umile”) en San Giobbe, la iglesia de Job.